# Красный (Поселковое сельское поселение)
Красный — посёлок в Тимашёвском районе Краснодарского края России.
Входит в состав Поселкового сельского поселения.
Расположен в 19 км к юго-западу от Тимашёвска.

## Население
| 2002 | 2010 |
| ---- | ---- |
| 193  | ↘180 |